# بیانکا بیچامپ
بیانکا استفانی بیچامپ (انگلیسی: Bianca Beauchamp؛ زادهٔ ۱۴ اکتبر ۱۹۷۷) یک مدل فتیش اهل کانادا است،